# Alonso Jerónimo de Salas Barbadillo
Alonso Jerónimo de Salas Barbadillo   (Madrid, 1581 (Gregorià) - Madrid, 1635) va ser un escriptor castellà del Segle d'Or.
Va néixer a Madrid el 29 de juliol de 1581. Va ser fill del llicenciat Diego de Salas Barbadillo, agent de negocis al virregnat de Nova Espanya i de la causa de la canonització d'Isidre el Llaurador, i de María de Porras. Va cursar estudis de Cànons a la Universitat d'Alcalà, que després va continuar a Valladolid a causa del trasllat de la cort a aquella ciutat. Es desconeix si va tenir una ocupació en acabar els estudis, alguns afirmen que va viure a Madrid dedicat a una vida bohèmia.
Va ser un autor prolífic i elogiat per la facilitat a l'hora d'escriure. Les seves obres van ser molt apreciades per la inventiva i l'ús de la llengua, i va influir en autors posteriors com Juan de Zabaleta o Francisco Santos. Va conrear la novel·la, la comèdia en prosa, entremesos, contes, teatre en vers, entre d'altres. Va escriure també alguns poemes, tot i que es consideren mediocres, essent-ne exemples Rimas castellanas o el panegíric Patrona de Madrid restituida.
Al final de la seva vida pràcticament no va publicar res, i va sobreviure gràcies al sou com uixer de saleta, al servei de la reina, i residint amb la seva germana. Va morir a la seva vila natal el 10 de juliol de 1635. Malgrat la pobresa en la que es trobava, sempre va ser molt reconegut entre els seus contemporanis.